# 有近真澄
有近 真澄（ありちか ますみ、男性、1958年9月21日 - ）とは、日本のシンガーソングライター。

## 来歴・人物
作詞家の星野哲郎の長男として東京都武蔵野市吉祥寺に生まれる。兄弟は2歳下の妹が一人いる。1980年代に、ロックミュージカル集団・キラキラ社の主演俳優として注目を集める。当時の舞台記録を今井アレキサンドルが個展にて発表。同じ劇団に、ECD（現）が所属。同じ頃、舞踏家の及川廣信に師事し、薫陶を受けている。ヴァリエテ（Variete）の2代目ボーカルとしてメジャー活動開始。
1991年にソロデビュー。アルバム3枚を発表。特に、3枚目の『女の都』（1994年）は窪田晴男プロデュースで、小西康陽やジェミ・テイラーらが作家陣として参加した作品で、質の高い音楽＋森雪之丞らの前衛的な歌詞を歌い上げている。『女の都』における一部の曲の作詞を父の星野が担当している（後述）。また、星野の作詞家生活50周年記念曲「その世の歌」（歌唱：畠山みどり）では、有近が作曲・編曲を担当している。その後、寺本りえ子とのユニット「TV JESUS」（小西康陽らがプロデュース）、バンド「エロヒム」（窪田晴男らが参加）、ソロユニット「アリチカ」など、多彩な活動を続けている。
また、レビューカンパニー・サルメの音楽監督として、同カンパニーの全ての音楽を手がけ3枚のCDを発表。他、annabelle、野宮真貴等にも複数の楽曲を提供している。
作家の大岡玲とは、武蔵高等学校の同級生。
現在、活動の中心となっているバンド、エロヒムは、当初「有近真澄グラムロックを歌う」という単発イベントを契機にスタートした。窪田晴男（G）、鶴来正基（Pf）、横山英規（Bs）、黒田牧子（ゴロス）有近真澄（Vo）という、ドラムレスの編成で、有近、窪田、鶴来のオリジナルを中心に、ヴェルヴェッツやグラムロックの日本語カバー、ジャズ、シャンソンのスタンダード・ナンバーまで、ジャンルを横断するハイパーロックバンド。ライブアルバムを1枚、ミニアルバムを3枚発表している。
2012年からは、エロヒム以外にも、バンドNombres（安部王子:Bs  矢壁アツノブ:Dr 小滝満:Key 窪田晴男:Gt）にも正式にボーカリストとして加わり、ライブ活動を盛んに行っている。

## エロヒム
※曲名のあとのカッコ内は、作詞／作曲

### live recordings at Theater χ
2009年リリース（Zett Nine Label：ZTNL-0001）
1. Screamin' peanut vender（有近真澄／有近真澄）
2. 嫉妬（有近真澄／有近真澄）
3. 宝石を見詰める女（有近真澄／鶴来正基）
4. 撮って撮って撮りまくれ（有近真澄／窪田晴男）
5. ディヴァイン（有近真澄／山田多理）
6. セックスの虜のバラード
7. 二十世紀ブルース（有近真澄／有近真澄）
8. oh! you! Japanese boy（有近真澄／有近真澄）
9. 愛の酸化（有近真澄／有近真澄・窪田晴男）
10. アラバマ・ソング
11. 波の無い海（有近真澄／有近真澄）
12. 宇宙人のプー（有近真澄／有近真澄）
13. Broadcast（有近真澄／有近真澄・黒田牧子）
14. 拝啓エミ・エレオノーラ様（有近真澄／有近真澄）

### NIGHT SAFARI issue1
2014年リリース（Zett Nine Label：ZTNL-0002）
1. あなたを知らないほうがよかった（真名杏樹／有近真澄）
2. Screamin' Peanut Vender（有近真澄／有近真澄）
3. 真夏のゾンビ（有近真澄／鶴来正基）
4. 宝石を見詰める女（有近真澄／鶴来正基）
5. La Vita（窪田晴男／窪田晴男）

### NIGHT SAFARI issue2
2016年リリース（Zett Nine Label：ZTNL-0003）
1. アマゾネス（有近真澄／有近真澄）
2. 波の無い海（有近真澄／有近真澄）
3. 二十世紀ブルース（有近真澄／有近真澄）
4. Oh!ジャパニーズボーイ（有近真澄／有近真澄）
5. 愛の酸化（有近真澄／有近真澄＆窪田晴男）

### NIGHT SAFARI issue3
2018年リリース（Zett Nine Label：ZTNL-0004）
1. Let's Dance（David Bowie／David Bowie）
2. ロンドンは今日も曇り空（有近真澄／有近真澄）
3. 撮って撮って撮りまくれ（有近真澄／窪田晴男）
4. 美女と亡霊（有近真澄／有近真澄）
5. ザ・ナイト・サファリ（有近真澄／有近真澄）

## ソロアルバム
※曲名のあとのカッコ内は、作詞／作曲／編曲

### too too
1991年リリース（ヴァージンジャパン：VJCA-00001）
1. Bise（吉田加代、有近真澄、庄司明弘／有近真澄／アキレス・ダミゴス、有近真澄）
2. Mona Lisa Overdrive（山本哲、庄司明弘、有近真澄／有近真澄／アキレス・ダミゴス、有近真澄）
3. Garçon No.1（有近真澄／有近真澄／成田忍、有近真澄）
4. Passport（吉田加代、有近真澄／有近真澄／アキレス・ダミゴス、有近真澄）
5. 変光星（有近真澄／有近真澄／鶴来正基、有近真澄）
6. Dress You Down（有近真澄、庄司明弘／有近真澄／有近真澄、アキレス・ダミゴス）
7. La Déesse（有近真澄、吉田加代／有近真澄／鶴来正基、有近真澄）
8. 悲しみの天使（有近真澄／有近真澄／アキレス・ダミゴス、有近真澄）
9. Rose Hotel（山本哲／有近真澄／アキレス・ダミゴス、有近真澄）
10. Barbara Universe（有近真澄、庄司明弘／有近真澄／アキレス・ダミゴス、有近真澄）

ヴァージンジャパンの「邦楽第1弾」のうちの1枚

### TRUEBLUE
1992年リリース（メディアレモラス：MRCA-10002）
1. 君は僕が好き?（有近真澄、庄司明弘／有近真澄、アキレス・ダミゴス／アキレス・ダミゴス）
2. BOY（有近真澄／有近真澄、アキレス・ダミゴス／アキレス・ダミゴス）
3. MISS CRIME（有近真澄／有近真澄／西平彰）
4. TRUE（有近真澄／浅野穣／西平彰）
5. SWING!（有近真澄／有近真澄／西平彰）
6. VENUS（森雪之丞／有近真澄／西平彰）
7. KISS, KISS, KISS（真名杏樹／アキレス・ダミゴス、有近真澄／小林信吾）
8. REMAKE LOVE（有近真澄／有近真澄／西平彰）
9. UNDERWARE（有近真澄／有近真澄／アキレス・ダミゴス）
10. LOVE O CHERRY（有近真澄／有近真澄／西平彰）

### 女の都
1994年リリース（メディアレモラス：MRCA-10011）
1. 女の都（小西康陽／小西康陽）
2. 輪舞（森雪之丞／窪田晴男、有近真澄）
3. バックファイヤー（星野哲郎／有近真澄）
4. 星屑のカクテル（S-KEN／有近真澄）
5. キャッチ・ア・グルーヴ（S-KEN／OTO）
6. 旋律（森雪之丞／有近真澄）
7. 黒い豹（ジャガー）（森雪之丞／大野由美子、シュガー吉永）
8. トラブル・イン・マイ・シャドウ（S-KEN／有近真澄）
9. アルルカン（小西康陽／小西康陽）
10. 真実一路（星野哲郎／GEMI TAYLOR）

（注）ほぼすべての曲の編曲、及びプロデュースは窪田晴男。また、「Creative Direction」として、小西康陽の名前が挙がっている。

### LA VARIETE
2001年リリース（vessel recordings / vessel records：VSL-2001）
1. China Town
2. アルルカン
3. 嫉妬
4. シルヴィのスキャット
5. Hotel Crystal
6. ハーレクイン・ロマンス
7. I Love You,Babe,You Are Beautiful
8. アルルカン (instrumental)

## ソロ・シングル
1. TRUE（MRDA-00002）
2. KISS, KISS, KISS（MRDA-00005）
3. 君は僕が好き?（MRDA-00007）

## 楽曲提供・コラボレーション
ピチカート・ファイヴ
- あなたのいない世界で（作詞：小西康陽 作曲：有近真澄）

野宮真貴
- THE LOOKER
- LOOKER GLITTER
  - 作詞・作曲・トラック制作・演奏・録音・ミックス

ROLLY
- SAMURAI
  - 共同編曲・トラック制作・録音・ミックス

- ZIGGY STARDUST
  - コンピレーションアルバム「Tribute to David Bowie」収録
  - 共同編曲・トラック制作・録音・ミックス

福富幸宏
- Beauty and the Beast
  - コンピレーションアルバム「Tribute to David Bowie」収録
    - ボーカリストとして参加

畠山みどり
- その世の歌
  - 作詞：星野哲郎　作曲・編曲・トラック制作：有近真澄

Annabelle
- tristesse
- fake fur blue star blues
  - 『絵の中の鳥が見た夢』収録
    - 作詞・作曲・編曲・録音：有近真澄　演奏：エロヒム

JON(犬)
- ジョンの舟歌
  - 『ジョン(犬)へ、たっこむディスク凸』収録、エロヒムによるジョン(犬)のカバー
  - コーラス・録音・ミックス：有近真澄　ボーカル・ギター：窪田晴男

地球防衛未亡人
- アメノウズメの舞
- 芸者の唄
  - 作曲・トラック制作

浜野美沙
- 海沿いの恋
- 別れの季節に
  - 『愛はひとり-女の十四景-』収録
    - 作詞：星野哲郎　作曲：有近真澄　編曲：小杉仁三